# Dicrurus aeneus
Dicrurus aeneus е вид птица от семейство Dicruridae.

## Разпространение
Видът е разпространен в Бангладеш, Бутан, Бруней, Камбоджа, Китай, Индия, Индонезия, Лаос, Малайзия, Мианмар, Непал, Тайланд и Виетнам.